# Ivar Diderichsen Brinch
Ivar Diderichsen Brinch född 19 november 1665 i Norge, död 25 juni 1728 i Köpenhamn var en präst i Sankt Nikolaj Kirke i Köpenhamn. Psalmförfattare representerad i danska Psalmebog for Kirke og Hjem.

## Psalmer
- O glædelig dag diktad 1697, senare bearbetad av Magnus Brostrup Landstad